# Минаев, Михаил Петрович
Михаил Петрович Минаев (1911, Батум — 3 февраля 1983, Тбилиси) — советский футболист защитник; тренер. Заслуженный мастер спорта СССР (1951), заслуженный тренер Грузинской ССР (1964).

## Биография
С 1925 года играл в юношеской команде железнодорожного клуба (Батуми). Играл в тбилисских командах «Динамо» (1929—1933, 1936—1939) и ЗИИ (1934—1936). В чемпионате СССР в 32 матчах забил два гола. Участник матча против сборной Страны Басков в 1937 году (0:2), забил гол в свои ворота.
Выступал за сборные Тбилиси (1931—1937), Грузинской ССР (1934—1937), Закавказья (1934—1935 — чемпион Закавказья).
Серебряный призёр чемпионата СССР 1939 (1 матч), бронзовый призёр осеннего чемпионата 1936 года. Финалист Кубка СССР 1937.
В «Динамо» Тбилиси работал старшим тренером (июль 1940—1941, 1949 (по май), тренером (1945, июль 1946—1948, август 1949—1955, 1958). Старший тренер «Металлурга» Рустави (1961—1963), клубной команды «Синтале» Тбилиси (1964), «Колхиды» Поти (август 1965—1966).
Старший тренер тбилисских спортивного интерната (1959—1960), футбольной школы № 35 (1967—1969), футбольной школы «Аваза» (1970—1981).
Скончался в 1983 году.